# Owoczewe (Krym)
Owoczewe (ukr. Овочеве, ros. Овощное, Owoszcznoje) – wieś na Ukrainie, w Autonomicznej Republice Krymu (de iure stanowiącej integralną część państwa ukraińskiego, w 2014 anektowanej przez Rosję i odtąd funkcjonującej jako Republika Krymu), w rejonie dżankojskim. W 2021 liczyła 747 mieszkańców.